# Saint-Eugène-d'Argentenay
Saint-Eugène-d'Argentenay è un comune del Canada, situato nella provincia del Québec, nella regione di Saguenay-Lac-Saint-Jean.